# Мирный процесс в Афганистане
Мирный процесс в Афганистане включал в себя предложения и переговоры, направленные на прекращение войны в Афганистане. Хотя с начала войны в 2001 году предпринимались спорадические усилия, мирный процесс активизировался в 2018 году на фоне переговоров между талибами, которые являются основной повстанческой группировкой, борющейся против афганского правительства и американских войск. Помимо Соединенных Штатов, в содействии мирному процессу принимают участие такие региональные державы, как Пакистан, Китай, Индия и Россия, а также НАТО.
До сих пор были подписаны два мирных договора: соглашение между афганским правительством президента Ашрафа Гани и военизированной группировкой «Хезб-и Ислами Гульбуддин» от 22 сентября 2016 года и условное соглашение между США и талибами от 2020 года, который призывает к выводу американских войск в течение 14 месяцев, если талибы выполнят условия соглашения. С сентября 2020 года в Дохе продолжаются переговоры между официальными лицами афганского государства и талибами.

## Предыстория
Талибан, который называет себя Исламским Эмиратом Афганистана, является суннитской Исламской организацией, действующей в Афганистане. Талибан возник в 1994 году, воспользовавшись политическим кризисом, наступившим после Гражданской войны в Афганистане. Первоначально группа состояла в основном из религиозных студентов пакистанских медресе, которые воевали в Советско-Афганской войне под руководством Мохаммеда Омара.[12]
Аль-Каиде, международной террористической сети, было предоставлено убежище в Афганистане при условии, что она не будет враждебно относиться к Соединенным Штатам, но Усама бен Ладен отказался от соглашения в 1998 году, когда он организовал взрывы американских посольств в Восточной Африке.
После терактов 11 сентября 2001 года президент США Джордж Буш младший обратился к руководству талибов с требованием выдать Усаму бен Ладена, который был главным подозреваемым в совершении терактов. Талибы отказались выдать бен Ладена, потребовав доказательств его участия в терактах. Поэтому 7 октября 2001 года США совместно со своими союзниками по НАТО начали вторжение Соединенных Штатов в Афганистан под кодовым названием операция «Несокрушимая свобода». К 17 декабря того же года США и его союзники оттеснили талибов от власти и начали строить военные базы вблизи крупных городов по всей стране. Позднее, Советом Безопасности Организации Объединённых Наций были созданы Международные силы содействия безопасности для обучения афганских национальных сил безопасности надзору за военными операциями в стране, с тем чтобы предотвратить любое возрождение группировки «Талибан». Талибы предприняли многочисленные нападения на афганские войска, правительственные объекты и любые организации, которые, по их мнению, находятся в союзе с США.

## Вопросы мирных переговоров
Идеологические разногласия привели к возникновению новых проблем, в частности в области прав человека. Конституция Афганистана 2004 года защищает такие права женщин, как право на свободу слова и образование, а также свободу печати, включая свободу выражения мнений, которые были подавлены при правлении талибов в Афганистане. Халилзад, Гани, Абдулла и несколько других высокопоставленных афганских чиновников заявили, что эти права должны быть защищены. Первая леди Афганистана Рула Гани активно занимается защитой прав женщин. Афганские журналисты потребовали, чтобы пресса была защищена в любом потенциальном мирном соглашении.
Продолжающееся насилие с обеих сторон по-прежнему является препятствием для достижения окончательного мирного соглашения. Пока шли предварительные переговоры, талибы продолжали сражаться на поле боя и устраивать теракты в столице, а также угрожали афганским президентским выборам 2019 года. Согласно статистике ВВС США, опубликованной в феврале 2020 года, США сбросили на Афганистан в 2019 году больше бомб, чем в любой другой год с 2013 года.
Посол США в Афганистане предупредил, что мирное соглашение может привести к тому, что талибы вернутся к власти, подобно последствиям Парижских мирных соглашений 1973 года, в ходе которых поддерживаемое США правительство Южного Вьетнама потерпело поражение при падении Сайгона. Пакистан предупредил, что рост напряженности в регионе Персидского залива после убийства иранского генерала Касема Сулеймани может повлиять на и без того затянувшийся американо-афганский мирный процесс.

## Мирный процесс
После падения Кабула и избрания вождя пуштунских племен Хамида Карзая национальным временным лидером талибы сдали Кандагар после того, как Карзай предложил им амнистию. Однако США отклонили часть амнистии, по которой лидер талибов Мулла Омар мог «достойно жить» в своем родном Кандагаре. Руководство «Талибан» не было приглашено н церемонию подписания Боннского соглашения от декабря 2001 года, которое, по мнению многих, стало причиной возобновления боевых действий талибов и продолжения конфликта. В 2003 году выступления талибов активизировались. В 2006 году председатель ООН Лахдар Брахими признал, что не пригласить талибов в Бонн было «нашим первородным грехом». Количество нападений повстанцев в стране возросло в четыре раза в период 2002—2006 годов. К концу 2007 года Афганистан находился в «серьезной опасности» попасть под контроль талибов, несмотря на присутствие 40 000 военнослужащих НАТО.

## Ранние перспективы (2007—2010 годы)
Переговоры долгое время поддерживались бывшим президентом Афганистана Хамидом Карзаем, а также британским и пакистанским правительствами, но американское правительство оказывало сопротивление. Карзай предложил мирные переговоры с талибами в сентябре 2007 года, но это предложение было быстро отвергнуто повстанческой группировкой, сославшейся на присутствие иностранных войск. К 2009 году в Афганистане было достигнуто согласие в том, что война должна закончиться, но как это должно произойти, было главным вопросом для кандидатов на президентских выборах 2009 года в Афганистане, которые переизбрали Карзая. В телевизионной речи после своего избрания Карзай призвал «наших братьев-талибов вернуться домой и принять свою землю» и изложил планы проведения Лойя-джирги.39 Усилия администрации Обамы были подорваны увеличением американских войск в стране. Карзай повторил на Лондонской конференции в январе 2010 года, что он хотел бы обратиться к талибам с просьбой сложить оружие. Госсекретарь США Хилари Клинтон осторожно поддержала это предложение. В мае 2010 года Карзай заявил, что «мирный процесс» будет осуществляться с талибами и другими боевиками, «которые не являются частью Аль-Каиды или других террористических сетей или идеологически против нас». Говоря конкретно о талибах, он заявил: «Это сельские мальчики, которые не ненавидят Соединенные Штаты, возможно, многие из них хотели бы посетить Соединенные Штаты, если бы у них была такая возможность».

## «Мирная джирга» (2010—2016 годы)
Соучредитель движения «Талибан», а затем его заместитель Абдул Гани Барадар был одним из ведущих членов движения «Талибан», выступавших за переговоры с правительствами США и Афганистана. Сообщается, что администрация Карзая провела переговоры с Барадаром в феврале 2010 года; однако позже в том же месяце Барадар был захвачен в ходе совместного американо-пакистанского рейда в пакистанском городе Карачи. Арест привел Карзая в ярость и вызвал подозрения в том, что он был схвачен из-за того, что пакистанская разведка выступала против мирных переговоров в Афганистане. Карзай заявил после своего переизбрания на президентских выборах 2009 года в Афганистане, что он проведет «мирную джиргу» в Кабуле. Это мероприятие, в котором приняли участие 1600 делегатов, состоялось в июне 2010 года, однако талибы и Хезб-и Ислами Гульбуддин, которые были приглашены Карзаем в качестве жеста доброй воли, не присутствовали на конференции.
Одновременно шли переговоры с группой Гульбеддина Хекматияра «Хизб-и Ислами Гульбеддин». Хекматияр, который был главным бенефициаром американской и пакистанской поддержки во время Советско-Афганской войны, занимал более мягкую позицию в отношении вывода иностранных войск из страны по сравнению с талибами.
В 2010 году в администрации Обамы произошло изменение стратегии, позволившее решить проблему войны. Сами талибы отказались разговаривать с афганским правительством, изображая его как американскую «марионетку». Спорадические попытки мирных переговоров между США и талибами имели место позже, и в октябре 2010 года сообщалось, что командиры руководства талибов покинули свое убежище в Пакистане и были благополучно доставлены в Кабул самолётами НАТО для переговоров, заверив, что сотрудники НАТО не будут их задерживать. После завершения переговоров выяснилось, что лидер этой делегации, который утверждал, что он Ахтар Мансур, заместитель командующего талибами, на самом деле был самозванцем, который обманул чиновников НАТО.
Карзай подтвердил в июне 2011 года, что между США и талибами ведутся секретные переговоры, но они провалились к августу 2011 года. Дальнейшие попытки возобновить переговоры были отменены в марте 2012 года и июне 2013 года после спора между афганским правительством и талибами относительно открытия последним политического офиса в Катаре. Президент Карзай обвинил талибов в том, что они изображают себя правительством в изгнании. В январе 2016 года Пакистан провел раунд четырёхсторонних переговоров с афганскими, китайскими и американскими официальными лицами, но талибы на них не присутствовали. Талибы провели неофициальные переговоры с афганским правительством в 2016 году.

### Соглашение с «Хезб-и Ислами Гульбеддин» (2016)
После нескольких месяцев переговоров «Хезб-и Ислами Гульбеддин», вторая по численности после «Талибана» группировка внутренних боевиков, подписала в Кабуле мирное соглашение с правительством президента Афганистана Ашрафа Гани. Это был первый мирный договор с начала войны в Афганистане в 2001 году. Правительственные чиновники высоко оценили эту сделку как шаг к миру и, возможно, как сделку с талибами.

## 2017—2020 годы
Президент США Дональд Трамп обвинил Пакистан в укрывательстве талибов и бездействии против террористов сначала в августе 2017 года, а затем повторил эти обвинения в январе 2018 года.
27 февраля 2018 года, после роста насилия, президент Афганистана Ашраф Гани предложил безоговорочные мирные переговоры с талибами, предложив им признание в качестве законной политической партии и освобождение заключенных талибов. Это предложение было самым выгодным для талибов с начала войны. Этому предшествовали месяцы формирования национального консенсуса, который показал, что афганцы подавляющим большинством поддерживают прекращение войны путём переговоров. 27 марта 2018 года на конференция 20 стран в Ташкенте большинство стран поддержали мирное предложение афганского правительства талибам. Однако талибы публично не отреагировали на предложение Гани.
В течение 2018 года в Афганистане возникло растущее движение за мир, особенно после Марша мира, который афганские СМИ окрестили «мирным конвоем Гильменда». Марш мира стал ответом на взрыв заминированного автомобиля 23 марта в Лашкар-Гахе, в результате которого погибли 14 человек. Участники марша прошли несколько сотен миль от Лашкар-Гаха в провинции Гильменд, через территорию, контролируемую талибами, до Кабула. Там они встретились с Гани и провели сидячие акции протеста у здания миссии Организации Объединённых Наций по содействию Афганистану и близлежащих посольств. Их усилия вдохновили дальнейшие движения в других частях Афганистана.
После марша Гани и талибы договорились о взаимном прекращении огня во время празднования Курбан-байрама в июне 2018 года. Во время прекращения огня на Курбан-Байрам члены движения «Талибан» стекались в Кабул, где встречались и общались с местными жителями и силами государственной безопасности. Хотя гражданские лица призывали к постоянному прекращению огня, талибы отвергли продление и возобновили боевые действия после прекращения огня 18 июня, в то время как прекращение огня афганским правительством закончилось неделей позже.
Американские официальные лица тайно встречались с членами движения «Талибан» в июле 2018 года в политическом офисе последнего в Катаре. В сентябре 2018 года Трамп назначил Залмая Халилзада специальным советником по Афганистану в Госдепартаменте США, с заявленной целью содействия внутриафганскому политическому мирному процессу. Халилзад возглавил дальнейшие переговоры между США и талибами в Катаре в октябре 2018 года.
Ещё один раунд переговоров в Катаре состоялся в феврале 2019 года, на этот раз с участием Барадара в составе делегации талибов — он был освобожден Пакистаном в октябре 2018 года по просьбе США. Халилзад сообщил, что этот раунд переговоров был «более продуктивным, чем в прошлом», и что был согласован проект мирного соглашения. Условия соглашения предусматривали вывод американских и международных войск из Афганистана, а талибы не позволяли другим джихадистским группировкам действовать внутри страны.
Делегация официальных лиц движения «Талибан» и высокопоставленных афганских политиков встретились в Москве для мирных переговоров в феврале и мае 2019 года. Агентство Рейтер сообщило, что «российские официальные лица, а также религиозные лидеры и старейшины просили о прекращении огня».
В период с 29 апреля по 3 мая 2019 года афганское правительство провело четырёхдневную Лойя-джиргу для обсуждения мирных переговоров. Талибы были приглашены, но не присутствовали. Позднее, в мае, в Москве состоялась третья встреча делегации талибов с группой афганских политиков. Восьмой раунд американо-талибских переговоров в Катаре состоялся в августе 2019 года. Газета Washington Post сообщила, что США близки к заключению мирного соглашения с талибами и готовятся вывести 5000 военнослужащих из Афганистана. В сентябре Халилзад заявил, что США и талибы достигли соглашения, ожидая одобрения Трампа. Однако не прошло и недели, Трамп отменил мирные переговоры в ответ на теракт в Кабуле, в результате которого погибли американский солдат и ещё 11 человек. После провала переговоров с США талибы направили в Россию делегацию для обсуждения перспектив вывода американских войск из Афганистана. 18 сентября 2019 года талибы заявили, что их «двери открыты», если Трамп решит возобновить мирные переговоры в будущем.
Мирные переговоры возобновились в декабре 2019 года, что привело к семидневному частичному прекращению огня, которое началось 22 февраля 2020 года.

### Соглашение с «Талибан» (2020)
29 февраля 2020 года Соединенные Штаты и руководство «Талибан» подписали в Дохе мирное соглашение, официально именуемое Соглашением о мире в Афганистане. Положения соглашения включают вывод всех американских и натовских войск из Афганистана, обещание талибов не допустить деятельности «Аль-Каиды» в районах, находящихся под контролем талибов, и переговоры между талибами и афганским правительством. Соединенные Штаты согласились на первоначальное сокращение численности своих сил с 13 000 до 8600 человек к июлю 2020 года, а затем на полный вывод в течение 14 месяцев, если талибы выполнят свои обязательства. Соединенные Штаты также обязались закрыть пять военных баз в течение 135 дней и выразили свое намерение прекратить экономические санкции в отношении талибов к 27 августа 2020 года.
Это соглашение было одобрено правительствами Китая, России и Пакистана, хотя в его подписании не участвовало правительство Афганистана.
Внутриафганские переговоры должны были начаться 10 марта 2020 года в Осло, Норвегия. Соглашение требует от афганского правительства освободить 5000 заключенных талибов к началу переговоров в обмен на 1000 правительственных солдат, удерживаемых талибами. 1 марта Гани заявил, что откажется от обмена пленными.2 марта представитель талибов заявил, что они «полностью готовы» к внутриафганским переговорам, но никаких переговоров не будет, если около 5000 их заключенных не будут освобождены. Он также заявил, что согласованный период сокращения насилия закончился и что операции против афганских правительственных сил могут быть возобновлены.

## Последствия и всплеск нападений повстанцев
Несмотря на мирное соглашение между США и движением «Талибан», в стране участились нападения повстанцев на афганские силы безопасности. За 45 дней после подписания соглашения (с 1 марта по 15 апреля 2020 года) талибы совершили более 4500 нападений в Афганистане, что показало рост более чем на 70 % по сравнению с аналогичным периодом предыдущего года. За этот период было убито более 900 афганских сил безопасности, по сравнению с примерно 520 за тот же период годом ранее. Между тем, из-за значительного сокращения числа наступательных операций и авиаударов афганских и американских сил против талибов в результате соглашения потери талибов сократились до 610 человек в этот период по сравнению примерно с 1660 в тот же период годом ранее. Представитель Пентагона Джонатан Хоффман заявил, что, хотя талибы прекратили наносить удары по силам США в Афганистане, уровень насилия по-прежнему «недопустимо высок» и «не способствует дипломатическому решению».
22 июня 2020 года Афганистан сообщил о своей «самой кровавой неделе за последние 19 лет», в ходе которой 291 членов афганских национальных сил обороны и безопасности были убиты и 550 других ранены в результате 422 нападений, совершенных талибами. По меньшей мере 42 мирных жителя, включая женщин и детей, были также убиты и 105 других ранены талибами в 18 провинциях. В течение недели талибы похитили 60 гражданских лиц в центральной провинции Дайкунди.
1 июля 2020 года комитет по вооруженным силам Палаты представителей США подавляющим большинством голосов проголосовал за поправку к Закону «О национальной обороне», ограничивающую способность президента Трампа выводить американские войска из Афганистана.

## Переговоры по обмену пленными
Талибы возобновили наступательные операции против афганской армии и полиции 3 марта 2020 года, проводя атаки в провинциях Кундуз и Гильменд. 4 марта США нанесли авиаудары по боевикам талибов в южной афганской провинции Гильменд.
Межафганские переговоры не начались, как планировалось, 10 марта 2020 года. Однако, в тот же день Гани подписал указ о начале выпуска 1,500 пленных талибов к 14 марта, если они согласятся подписать обязательство, гарантирующее, что они не примут участие в боевых действиях. Группировка отвергла указ Гани об обмене пленными и по-прежнему настаивала на освобождении 5000 заключенных талибов. 14 марта 2020 года пресс-секретарь Совета национальной безопасности Джавид Фейсал объявил, что президент Гани задержал освобождение заключенных талибов, сославшись на необходимость пересмотра списка заключенных, тем самым ставя под угрозу мирное соглашение между правительством США и движением «Талибан».
27 марта 2020 года афганское правительство объявило о формировании переговорной группы в составе 21 члена для проведения мирных переговоров. Однако 29 марта талибы отвергли эту группу. 31 марта 2020 года делегация талибов из трех человек прибыла в Кабул для обсуждения вопроса об освобождении заключенных. Афганское правительство также ранее согласилось провести переговоры в тюрьме Баграм. Однако в тот же день, афганское правительство объявило, что отказ талибов согласиться на ещё одно прекращение огня и отказ делегации талибов явиться в тюрьму в назначенное время привели к отсрочке обмена пленными. После прибытия делегации талибов высокопоставленный афганский правительственный чиновник заявил агентству Рейтер, что «освобождение заключенных может состояться через несколько дней, если все пойдет по плану».
31 марта 2020 года Совет Безопасности ООН призвал все воюющие стороны объявить о прекращении огня, чтобы мирный процесс продвигался дальше. 1 апреля 2020 года стало известно, что талибы и афганское правительство действительно провели накануне в Кабуле очные переговоры, в отличие от предыдущих переговоров в режиме видеоконференции, и что они проходили под наблюдением Международного Комитета Красного Креста (МККК). На второй день переговоров было решено, что 2 апреля 2020 годадо 100 заключенных талибов будут освобождены в обмен на 20 афганских военнослужащих.
7 апреля 2020 года талибы отказались от переговоров по обмену пленными, которые представитель талибов Сухайл Шахин назвал «бесплодными». После выхода из переговоров переговорная команда талибов была отозвана из Кабула. Талибы также не смогли добиться освобождения ни одного из 15 командиров. Споры о том, кого из заключенных следует обменять, также привели к задержке запланированного обмена пленными. На следующий день, Фейсал утверждал, что только 100 заключенных талибов будут освобождены. Позже он заявил, что 100 заключенных, которые были заключены в тюрьму в Баграме, были освобождены. Талибы отказались проверить эти освобождения, отчасти из-за того, что уход талибов из Кабула помешал их «технической группе» провести проверку личности заключенных.
17 мая 2020 года Гани подписал соглашение о разделе власти со своим соперником Абдуллой Абдуллой. Это соглашение положило конец затянувшемуся спору о результатах президентских выборов в Афганистане в 2019 году и возложило ответственность за мирные переговоры на Абдуллу.
К августу 2020 года афганское правительство освободило 5100 заключенных, а талибы — 1000, однако афганское правительство отказалось освободить 400 заключенных из списка тех, кого талибы хотели освободить, поскольку те были обвинены в серьёзных преступлениях. Президент Гани заявил, что у него нет конституционных полномочий освобождать этих заключенных, поэтому он созвал Лойя-джиргу с 7 по 9 августа для обсуждения этого вопроса. Джирга согласилась освободить 400 оставшихся заключенных.
14 августа 2020 года один из 21 члена Афганской группы по мирным переговорам Фавзия Куфи вместе со своей сестрой Мариам Куфи подверглась нападению боевиков недалеко от Кабула. Фавзия Куфи является видной правозащитницей Афганистана, которая активно выступала с осуждением движения «Талибан». Она также входила в состав группы, представлявшей правительство Афганистана на мирных переговорах с талибами.
Официальные представители движения «Талибан» обвинили афганское правительство в том, что оно намеренно откладывает освобождение 100 задержанных талибами лиц, чтобы помешать проведению внутриафганских переговоров. На сегодняшний день афганское правительство освободило около 5000 заключенных талибов по запросу администрации Трампа. Афганское правительство отрицает эти утверждения.

## Внутриафганские переговоры (2020 год)
Переговоры между афганским правительством и талибами начались в Дохе 12 сентября 2020 года. Переговоры были назначены на март, но были отложены из-за спора об обмене пленными. Переговоры с талибами вёл Мавлави Абдул Хаким, главный судья группировки и близкое доверенное лицо Хайбатуллы Ахундзаде. Абдулла Абдулла также был среди ведущих фигур в переговорной группе афганского правительства. В состав афганской правительственной группы также входят активисты движения за права женщин.

## Региональные субъекты
Индия и Пакистан конфликтуют между собой по поводу афганского мирного процесса. После нападения в мае 2020 года на больницу в Кабуле, в котором афганское государство обвинило талибов, а США обвинили региональное отделение ИГИЛ, Пакистан обвинил Индию в попытке сорвать этот процесс. Соглашение между США и талибами, подписанное в феврале 2020 года, было воспринято в Индии как «победа талибов и Пакистана». Афганское правительство отвергло претензии Пакистана и сослалось на то, что Индия является его партнером. Индия была крупным партнером Афганистана по оказанию военной помощи и помощи в целях развития.
Председатель Высшего совета по национальному примирению Абдулла Абдулла посетил лидеров в Исламабаде и Нью-Дели в октябре 2020 года, чтобы убедить их поддержать афганское мирное соглашение. Высокопоставленный пакистанский чиновник заявил, что Индия хочет «испортить» мир в Афганистане. Премьер-министр Индии Нарендра Моди заявил о своей приверженности мирному Афганистану. Индия подтвердила «активное участие» во внутриафганских переговорах в Дохе.